# Michael Tuchner
Michael John Tuchner, né le 24 juin 1932 à Berlin et mort le 17 février 2017, est un metteur en scène britannique de cinéma et de théâtre.

## Biographie
Michael Tuchner né le 24 juin 1932 à Berlin, est le fils de Martin, tailleur, et de sa femme, Rosa (née Wolochwiansky). Quand il a sept ans, sa famille déménage pour aller au Royaume-Uni.
Il meurt le 17 février 2017 à l'âge de 84 ans.

## Filmographie
Sauf indication contraire, les informations mentionnées dans cette section peuvent être confirmées par la base de données cinématographiques IMDb,  présente dans la section « Liens externes ».

### Monteur
- 1959 : Food for a Blush (court métrage) de Elizabeth Russell
- 1959 : The Visit (court métrage) de Jack Gold

### Producteur
- 1963 : Tonight (en) (1 épisode)
- 1965 : No Mean City: Florence de lui-même
- 1966 : Whicker's World (en) (1 épisode)

### Réalisateur

#### Cinéma
- 1971 : Salaud (Villain)
- 1972 : Six minutes pour mourir (en) (Fear Is the Key)
- 1975 : Mister Quilp (en)
- 1976 : The Likely Lads (en)
- 1983 : Meurtres à Malte (Trenchcoat)
- 1989 : Wilt (en)

#### Télévision

##### Séries télévisées
- 1966-1984 : Whicker's World (en) (5 épisodes)
- 1969-1970 : The Wednesday Play (en) (saison 8, épisode 23 et saison 9, épisode 14)
- 1970 : NBC Experiment in Television (en) (saison 4, épisode 1)
- 1970 : Thirty-Minute Theatre (en) (saison 5, épisode 22)
- 1971-1973 : Follyfoot (saison 1, épisode 12 et saison 3, épisode 11 et 12)
- 1973 : Wessex Tales (saison 1, épisode 3)
- 1974-1976 : Play for Today (3 épisodes)
- 1976 : Second City Firsts (en) (saison 7, épisode 1)
- 1979 : Bizarre, bizarre (Tales of the Unexpected) (saison 1, épisode 1 et 8)
- 1987 : At Mother's Request (en) (mini-série)
- 1991 : My Life and Times (en) (saison 1, épisode 5)
- 1997 : Remember WENN (en) (saison 3, épisode 6)

##### Téléfilms
- 1965 : No Mean City: Florence
- 1978 : Summer of My German Soldier (en)
- 1978 : The One and Only Phyllis Dixey (en)
- 1980 : Haywire (en)
- 1982 : Le Bossu de Notre-Dame (The Hunchback of Notre Dame) coréalisé avec Alan Hume
- 1982 : Parole
- 1983 : Adam (en)
- 1985 : Pas mon enfant (Not My Kid)
- 1985 : Generation
- 1985 : Meurtre au crépuscule (Amos)
- 1986 : Blessure d'enfance (en) (Trapped in Silence)
- 1986 : We're Puttin' on the Ritz
- 1987 : Mistress (en)
- 1988 : Divided We Stand
- 1988 : Police des polices (Internal Affairs)
- 1989 : Desperate for Love (en)
- 1990 : When Will I Be Loved? (en)
- 1991 : Entre père et mère (The Summer My Father Grew Up)
- 1991 : Captive
- 1992 : Sauvage préméditation (With Murder in Mind)
- 1993 : 72 heures en enfer (Firestorm: 72 Hours in Oakland)
- 1993 : Le Rainbow Warrior (The Rainbow Warrior)
- 1993 : La condamnation de Catherine Dodds (The Conviction of Kitty Dodds)
- 1994 : Good King Wenceslas
- 1995 : Awake to Danger
- 1995 : Hart to Hart: Two Harts in 3/4 Time
- 1998 : Séjour en enfer (en) (Nightworld: 30 Years to Life)
- 2000 : Retour au jardin secret (Back to the Secret Garden)
- 2004 : Des rêves de lendemain (A Place Called Home)

## Théâtre
- Bar Mitzvah Boy (en), prix BAFTA TV en 1975.